# Doxocopa vacana
Doxocopa vacana is een vlinder uit de familie van de Nymphalidae. De wetenschappelijke naam van de soort is voor het eerst geldig gepubliceerd in 1914 door Charles Oberthür.